# Coelachyrum piercei
Coelachyrum piercei är en gräsart som först beskrevs av George Bentham, och fick sitt nu gällande namn av Norman Loftus Bor. Coelachyrum piercei ingår i släktet Coelachyrum, och familjen gräs. Inga underarter finns listade i Catalogue of Life.